# Erik Møller
Ne doit pas être confondu avec Erik Möller.
Svend Erik Møller (né le 7 novembre 1909 – mort le 24 mars 2002) est un architecte danois.

## Réalisations notables

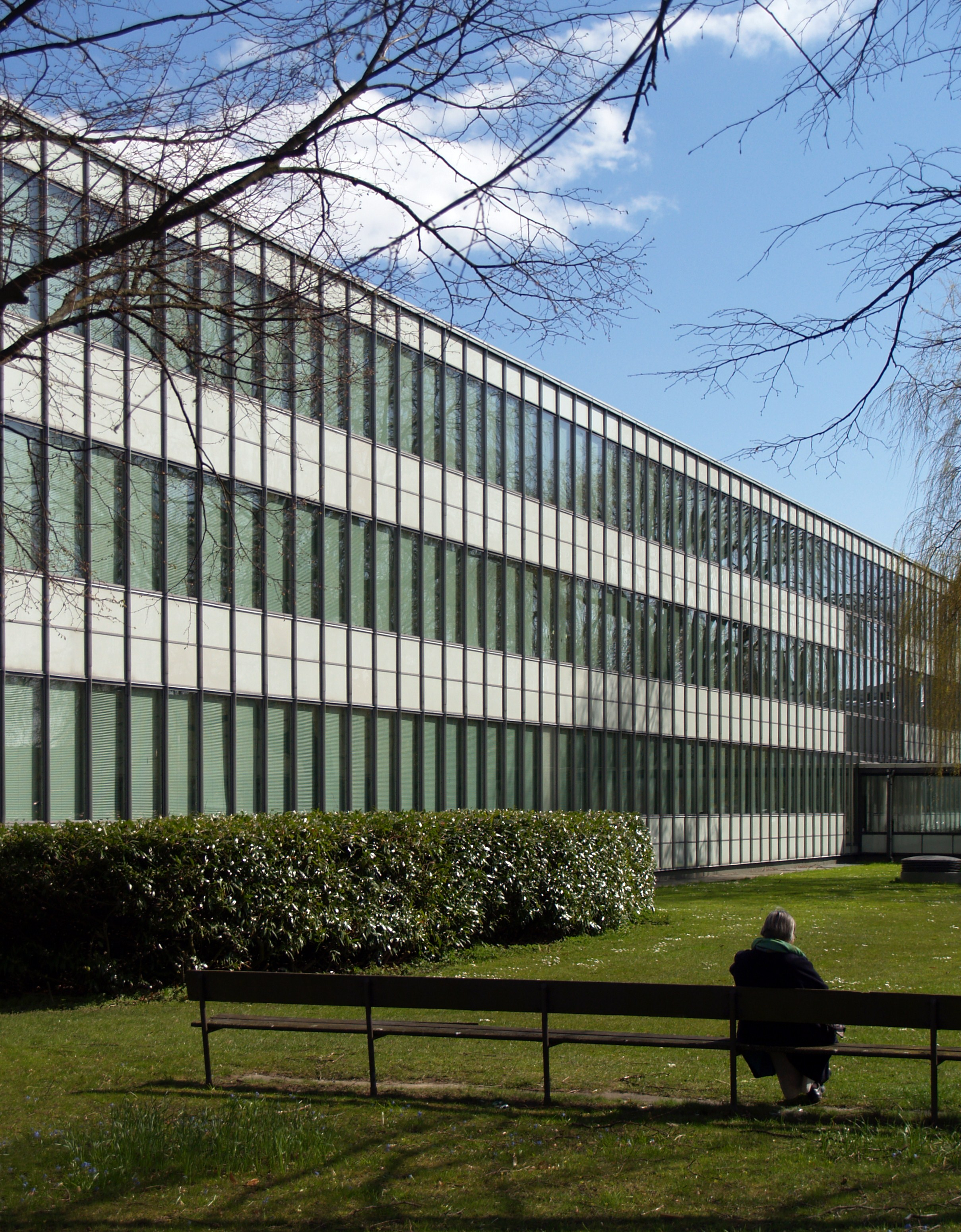
Hôtel de ville de Rødovre, conçu par Møller et Arne Jacobsen.

Il a travaillé sur plusieurs projets avec Arne Jacobsen. Les deux architectes ont conçu ensemble plusieurs ouvrages, dont l'hôtel de ville d'Aarhus (construction de 1938 à 1942), de Søllerød et de Rødovre. Ce dernier a été la première construction du Danemark avec un mur-rideau.
Il a décrit l'hôtel Radisson Blu Royal de Jacobsen comme une « boîte de cigares en verre », description reprise régulièrement par la suite pour qualifier cet édifice.
La prison de Halden a été conçue par le groupe danois Erik Møller Architects et le norvégien HLM Arkitektur AS. Ils furent sélectionnés lors d'un concours organisé par le ministère de la Justice et la Direction norvégienne de la construction et de la propriété publique,.